# Annelies Broekman
Annelies Broekman és una doctora en Agronomia i investigadora del Centre de Recerca Ecològica i Aplicacions Forestals. És especialista en polítiques de gestió de l'aigua, amb una atenció especial en les pràctiques de governança en el context europeu i a la regió mediterrània amb l'objectiu de reduir la vulnerabilitat de les societats envers el canvi global. Col·labora amb iniciatives ciutadanes i ONG en l'àmbit internacional. En aquest àmbit contribueix a elaborar unes referències comunes per a la presa de decisions en la gestió de l'aigua en el desplegament del municipalisme llibertari a la regió de Rojava.